# Spomenik žrtvam komunizma, Washington
Spomenik žrtvam komunizma je spomenik v Washingtonu, D.C., ki se nahaja na križišču avenije Massachusetts in New Jersey ter G Street, NW, dve ulici od postaje Union Station in v bližini ameriškega kongresa.
Spomenik je posvečen »več kot stotim milijonom žrtvam komunizma«. Spominska fundacija žrtvam komunizma pravi, da je namen spomenika zagotoviti, da »bodo prihodnje generacije počene o zgodovini komunistične tiranije«.
Spomenik žrtvam komunizma je 12. julija 2007 posvetil takratni ameriški predsednik George W. Bush, na 20. obletnico govora Ronalda Reagana, ki je na ta dan leta 1989 voditelju Sovjetske zveze Mihajlu Gorbačevu naročil, da naj poruši berlinski zid.

Spomenik vsebuje 3 metre visoko bronasto repliko s fotografij »boginje demokracije«, ki so jo postavili študenti med protesti na Trgu nebeškega miru leta 1989. Zasnova spomenika in kipa je dela kiparja Thomasa Marsha. Leta 1994 je vodil projekt za ponovno ustvarjanje boginje demokracije v kitajski četrti v San Franciscu. Napis na spomeniku se glasi:
(Spredaj) Več kot sto milijonom žrtvam komunizma in tistim, ki ljubijo svobodo. 

(Zadaj) Za svobodo in neodvisnost vseh ujetih narodov in ljudstev. 

## Posvetitev
12. junija 2007 je bil spomenik uradno posvečen. Med več sto povabljenimi gosti so bili tudi ljudje iz številnih držav, ki so trpeli pod komunističnimi režimi, kot so vietnamski pesnik Ngujen Či Thien, kitajski politični zapornik Harry Wu, litovska protikomunistična novinarka Nijolė Sadūnaitė in drugi. Med otvoritveno slovesnostjo je predsednik George W. Bush anonimno imenoval nekatere od tistih, ki so trpeli zaradi komunizma:
Med njimi so nedolžni Ukrajinci, ki so v Stalinovi veliki lakoti umrli od lakote, ali Rusi, pobiti v Stalinovih čistkah, Litvanci, Latvijci in Estonci, ki so jih naložili na živinske vagone in deportirali v arktična taborišča smrti sovjetskega komunizma. Med njimi so Kitajci, pobiti v času velikega skoka naprej in kulturne revolucije, Kambodžani, pobiti na Pol Potovih poljih smrti, vzhodni Nemci, ustreljeni, ko so poskušali preplezati berlinski zid, da bi prišli na svobodo, Poljaki, pobiti v Katinskem gozdu, in Etiopijci, pobiti v času »etiopskega rdečega terorja«, Indijanci Miskito, ki jih je pobila nikaragovska diktatura sandinistov, in kubanski balzerosi, ki so se utopili na begu pred tiranijo. 
Predsednik Bush je še dejal: »Nikoli ne bomo izvedeli imen vseh umrlih, vendar bodo na tem svetem kraju neznane žrtve komunizma posvečene zgodovini in se jih bomo spominjali za vedno. Ta spomenik posvečamo zato, ker imamo dolžnost do tistih, ki so umrli, da se zavedamo njihovega življenja in počastimo njihov spomin.« Bush je enačil komunizem z grožnjo terorizma, s katero so se takrat soočale ZDA: »Tako kot komunisti so tudi teroristi in radikalci, ki so napadli naš narod, privrženci morilske ideologije, ki prezira svobodo, zatira vsako nasprotovanje, ima ekspanzionistične ambicije in zasleduje totalitarne cilje.«
Ob prvi obletnici je potekala še ena slovesnost Mednarodnega odbora za Krim. 9. junija 2011 je potekala druga spominska slovesnost s predstavniki etničnih in verskih skupin, ki so trpeli v komunističnih režimih.

## Kritika
Časnik Chicago Tribune je poročal, da je kitajsko veleposlaništvo kip kritiziralo, ker spominja na proteste na Trgu nebeškega miru. Govornik kitajskega zunanjega ministrstva je ZDA obtožil, da spodbujajo miselnost »hladne vojne« in se vmešavajo v kitajske notranje zadeve, ter izdal uradni protest. Veleposlaništvo je njegovo gradnjo označilo za »poskus očrnitve Kitajske.« Predsednik spominske fundacije žrtvam komunizma, konservativni strokovnjak Lee Edwards, je dejal, da ni seznanjen z nobeno uradno pritožbo.
Profesor Andrei Tsygankov z državne univerze v San Franciscu je postavitev kipa označil za izraz protiruskega lobija v Washingtonu. Označuje ga kot oživitev simbolike hladne vojne.
Profesor Ši Jinhong s Centra za ameriške študije na Ljudski univerzi Kitajske meni, da je spomenik neprimeren: »V zgodovini socialističnih držav, kot sta Kitajska in Sovjetska zveza, je bilo veliko dramatičnih dogodkov. Tudi v kapitalističnih državah se je zgodilo veliko slabega, vendar žrtvam kapitalizma ne postavljamo spomenikov.«
Teden dni po slovesnem odkritju spomenika in govorih med dogodkom se je ruski predsednik Vladimir Putin odzval: »Proti civilnemu prebivalstvu nismo uporabili jedrskega orožja. Na tisoče kilometrov nismo poškropili s kemikalijami ali na majhno državo odvrgli sedemkrat več bomb kot v vsej veliki patriotski vojni.«
Ruski politik in zakonodajalec Genadij Zjuganov, vodja Komunistične partije Ruske federacije, je dejal, da je nastop ameriškega predsednika Busha pred odkritjem spomenika »neroden propagandni poskus odvrnitve pozornosti svetovne javnosti od resničnih, krvavih zločinov ameriškega imperializma in še posebej sedanje administracije v Beli hiši.« Zjuganov je še dodal, da je spomenik neprimeren: »Kako lahko ameriški predsednik tak kip odobri, če je kri civilistov v Iraku, Afganistanu, Somaliji, Srbov na Kosovu, Guantanamo in v zaporih Cie v Vzhodni Evropi na črnem seznamu zločinov globalistov.«
Leta 2007 so se v Ukrajini odzvali z odprtjem muzeja ameriškega imperializma v Simferopolu. Vodja komunistične partije Leonid Grač je izjavil: »[To] je naš odgovor Georgeu Bushu, ki je odprl spomenik žrtvam komunizma v Washingtonu, in [prozahodnemu ukrajinskemu predsedniku] Viktorju Juščenku, ki je začel graditi muzej sovjetske okupacije v Kijevu.« Muzej se je osredotočil na zatiranje ameriških staroselcev, suženjstvo in rasizem. V muzeju so predstavljene tudi intervencije v tujih državah.
Leta 2021 je spletna zbiralna akcija za izgradnjo spomenika v Ottawi za žrtve komunističnih režimov pokazala, da so bili med njimi tudi fašisti in nacistični kolaboranti. Generalni odbor združenih Hrvatov v Kanadi je kupil nekaj teh »virtualnih opek« in jih posvetil več članom fašistične ustaške organizacije, ki je bila marionetna država nacistične Nemčije, vključno njenemu vodji Anteju Paveliću. Poleg tega je Liga ukrajinskih Kanadčanov kupila nekaj opek v čast Romanu Šuheviču, enemu od voditeljev ultranacionalistične Ukrajinske uporniške vojske in enemu od organizatorjev pokola približno 100.000 Poljakov v Galiciji in Voliniji. Spomenik je podprl tudi predsednik vlade Justin Trudeau.